# Церковь Святого Григория (Чалханкала)
Церковь Святого Григория (арм. Սուրբ Գրիգոր եկեղեցի; Сурб Грикор) — ныне утраченная армянская церковь, основанная в XII—XIII веках, располагавшаяся в центре села Чалхангала (арм. Азнаберд) Кенгерлинского района Нахичеванской Автономной Республики Азербайджана. Как документально подтверждено исследовательской группой CHW, церковь была полностью разрушена к 15 июлю 2011 года, что запечатлено на спутниковом снимке WorldView-1.

## История
Расположенная в центре села Азнаберд церковь Святого Григория ещё стояла в позднесоветский период. Историк Аргам Айвазян сообщил, что в 1979 году часть крыши обрушилась, а в стенах появились трещины. Во время своего повторного визита в 1983 году он отметил, что фрески на южной стене, созданные в XVIII веке и отреставрированные в 1867 году, обвалились.
Церковь хорошо видна на спутниковых снимках KH-9 Hexagon 1973 и 1980 годов. На снимке IKONOS от 30 августа 2001 года видно, что это место находится в процессе сноса. Части западной стены, похоже, всё ещё сохранялись вместе с частями фундамента. Однако на снимке WorldView-1 видно, что церковь была полностью снесена к 15 июлю 2011 года, а на её месте был посажен сад.

## Устройство церкви
Церковь имела архитектурный тип базилики и состояла из одного нефа, пятиугольной апсиды и двух ризниц с дверными проемами на западном и южном фасадах. Армянские надписи можно было увидеть в интерьере и на наружных стенах.